# Polmont
Polmont est un village situé dans le Falkirk, en Écosse.